# Pholadidea loscombiana
Pholadidea loscombiana är en musselart som beskrevs av Turton 1819. Pholadidea loscombiana ingår i släktet Pholadidea och familjen borrmusslor. Inga underarter finns listade i Catalogue of Life.